# 부트스트랩 (통계학)
통계학에서, 부트스트랩(bootstrapping)은 무작위 표본 추출에 의존하는 어떤 시험이나 계측이다. 부트스트랩은 표본 추정치들의 (편향, 분포, 신뢰 구간, 오차 예측 또는 기타 추정치들로 정의 되는) 정확도를 할당할 수 있도록 한다.

## 같이 보기
- 정확도와 정밀도
- 배깅
- 부트스트랩 (컴퓨팅)
- 대치법 (통계학)
- 재현성

1. ↑  Efron, B.; Tibshirani, R. (1993). 《An Introduction to the Bootstrap》. Boca Raton, FL: Chapman & Hall/CRC. 2012년 7월 12일에 원본 문서에서 보존된 문서.
2. ↑  Second Thoughts on the Bootstrap – Bradley Efron, 2003